# Забродино (Калининградская область)
Забродино (до 1938 года и в 1945—1946 годах — Лезгевангминнен (нем. Lesgewangminnen), с 1938 по 1945 годы Лезгеванген (нем. Lesgewangen); также, до 1938 года и в 1945—1946 годах — Кимшен, (нем. Kimschen), с 1938 по 1945 годы Кляйнлезгеванген, (нем. Kleinlesgewangen); также, до 1938 года и в 1945—1946 годах Абшрутен (нем. Abschruten), с 1938 по 1945 годы Шротен (нем. Schroten), — посёлок в Неманском районе Калининградской области.

## География
Посёлок Забродино расположен на реке Инструч, в 21 км к юго-востоку от города Немана.

## История
В Восточной Пруссии деревня, которая сейчас называется Забродино называлась Лезгевангминнен (нем. Lesgewangminnen).
В 1946 году три деревни — Лезгевангминнен, Кимшен и Абшрутен — были объединены под одним названием — Забродино. Позже, после 1990 г., две деревни (ранее Кимшен и Абшрутен) были оставлены и населённым осталось только Забродино, ранее бывшее Лезгевангминнен.
В 1938 году властями гитлеровской Германии в рамках кампании по упразднению в Восточной Пруссии топонимики прусско-литовского происхождения Лезгевангминнен был переименован в Лезгеванген (нем. Lesgewangen), Кимшен в Кляйнлезгеванген (нем. Kleinlesgewangen), Абшрутен в Шротен (нем. Schroten).
До 2017 года посёлок входил в состав Лунинского сельского поселения.

## Известные люди, связанные с посёлком
- Амброзиус, Иоганна (3 августа 1854 года — 27 февраля 1939 года) — немецкая поэтесса, автор слов гимна Восточной Пруссии «Песни восточных пруссов». В 1871 году вышла замуж в селе Клингшпорн (окрестности современного Забродина) за Фридриха Фоигтома[4].

## Население
| 2002 | 2010 |
| ---- | ---- |
| 128  | ↘98  |